# Buitenpost (stacja kolejowa)
Buitenpost (ned: Station Buitenpost) – stacja kolejowa w Buitenpost, w prowincji Fryzja, w Holandii. Stacja znajduje się na linii Harlingen – Nieuwe Schans.

## Linie kolejowe
- Linia Harlingen – Nieuwe Schans

## Połączenia
- 37300 Sneltrein (Arriva) Leeuwarden – Buitenpost – Groningen
- 37400 Stoptrein (Arriva) Leeuwarden – Grijpskerk – Groningen